# 八代市立宮地東小学校

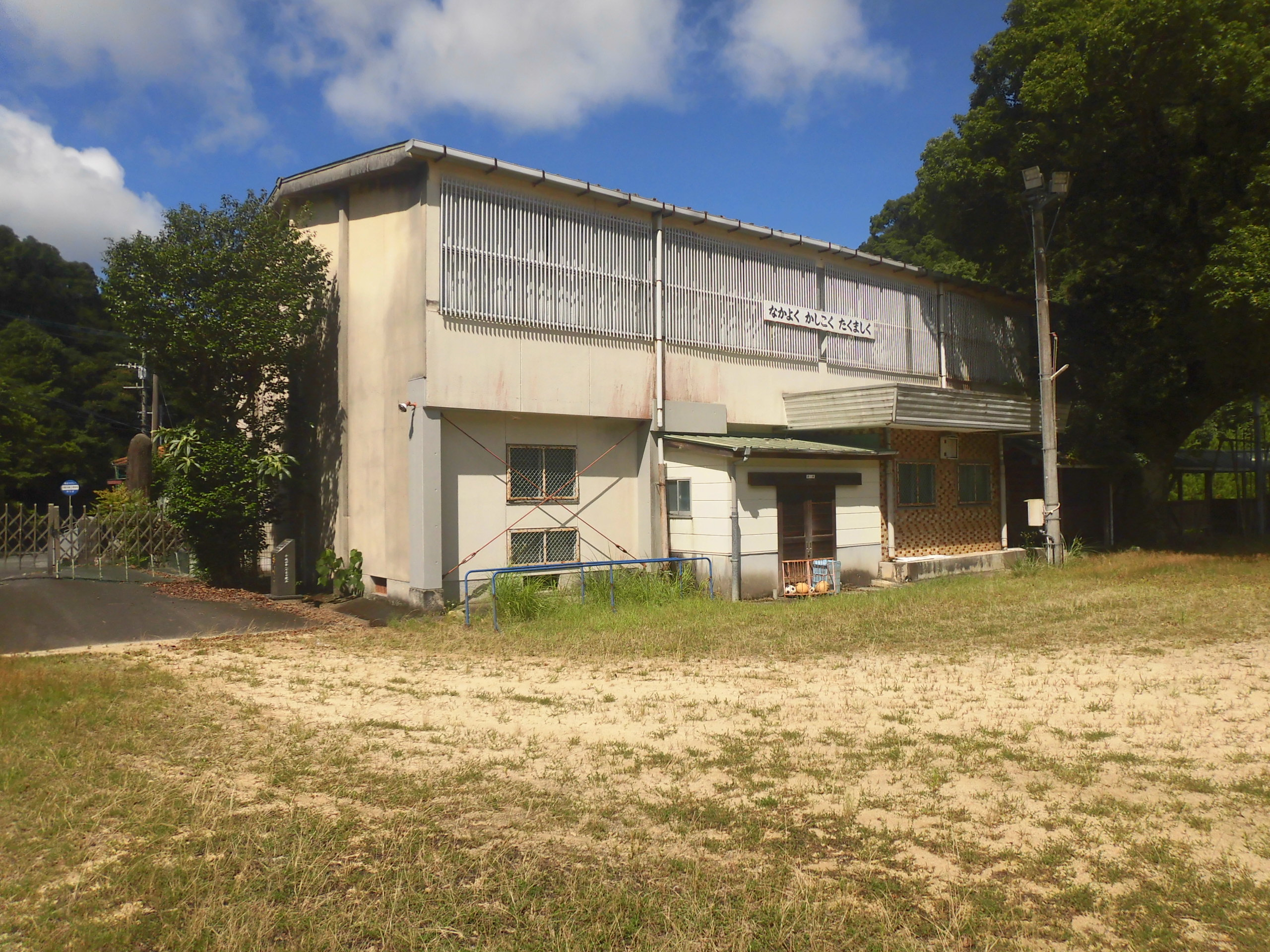
体育館

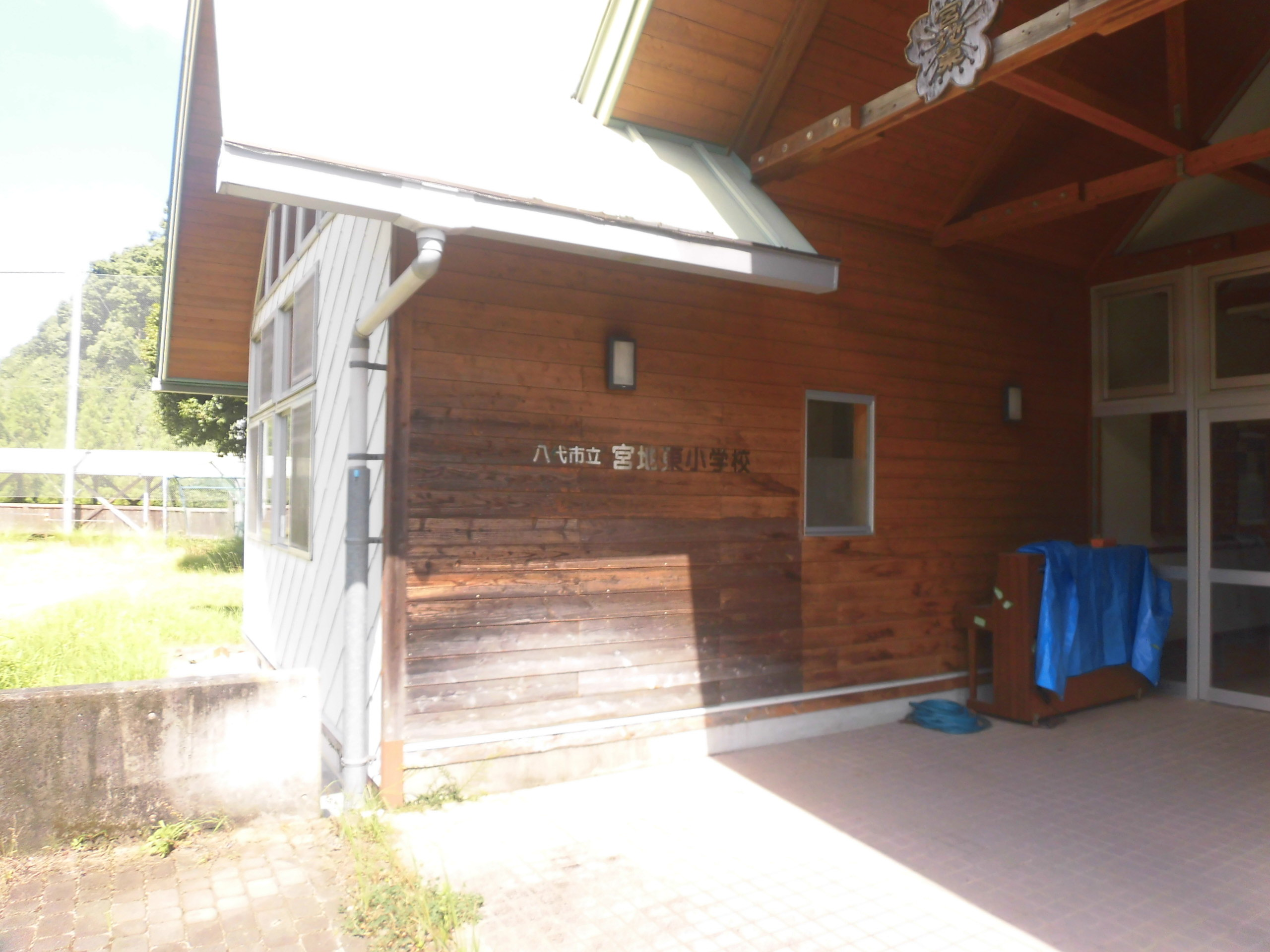
校舎玄関

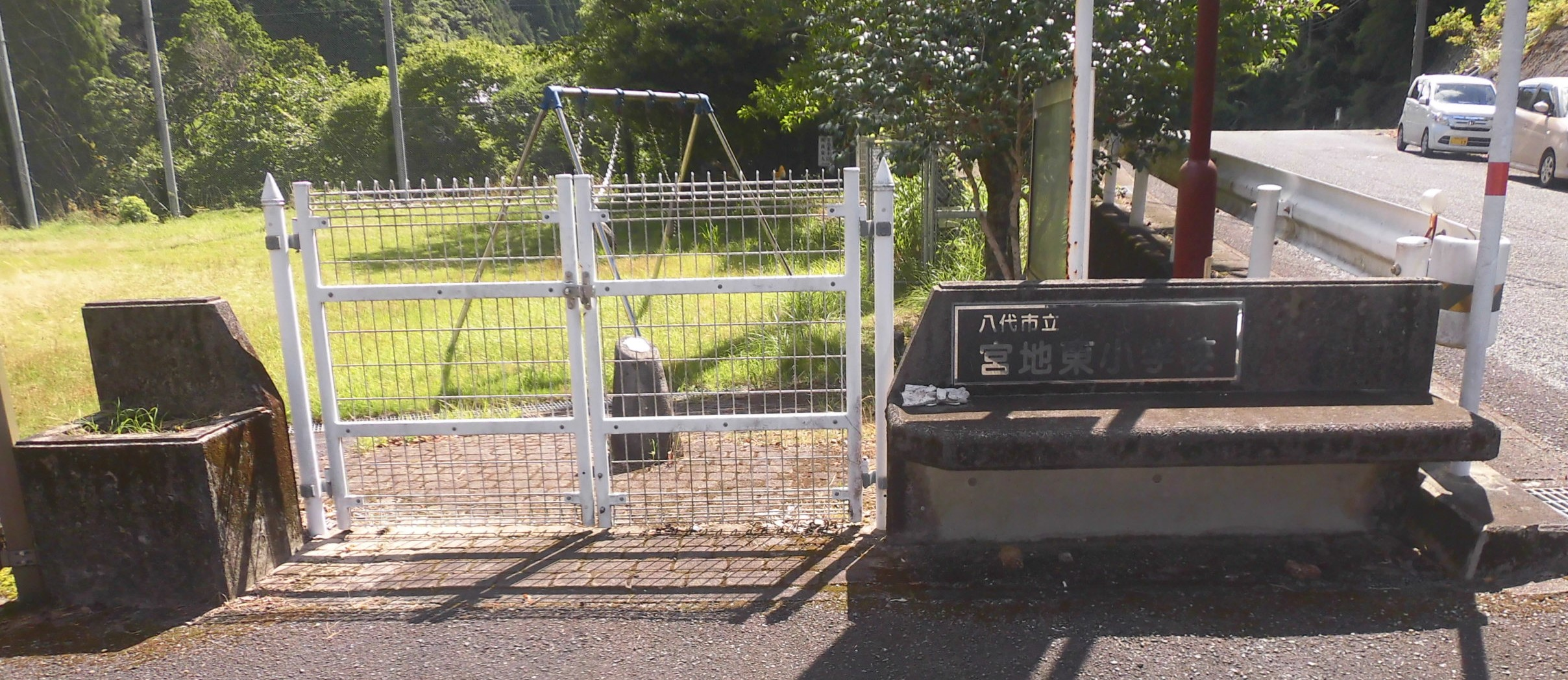
正門

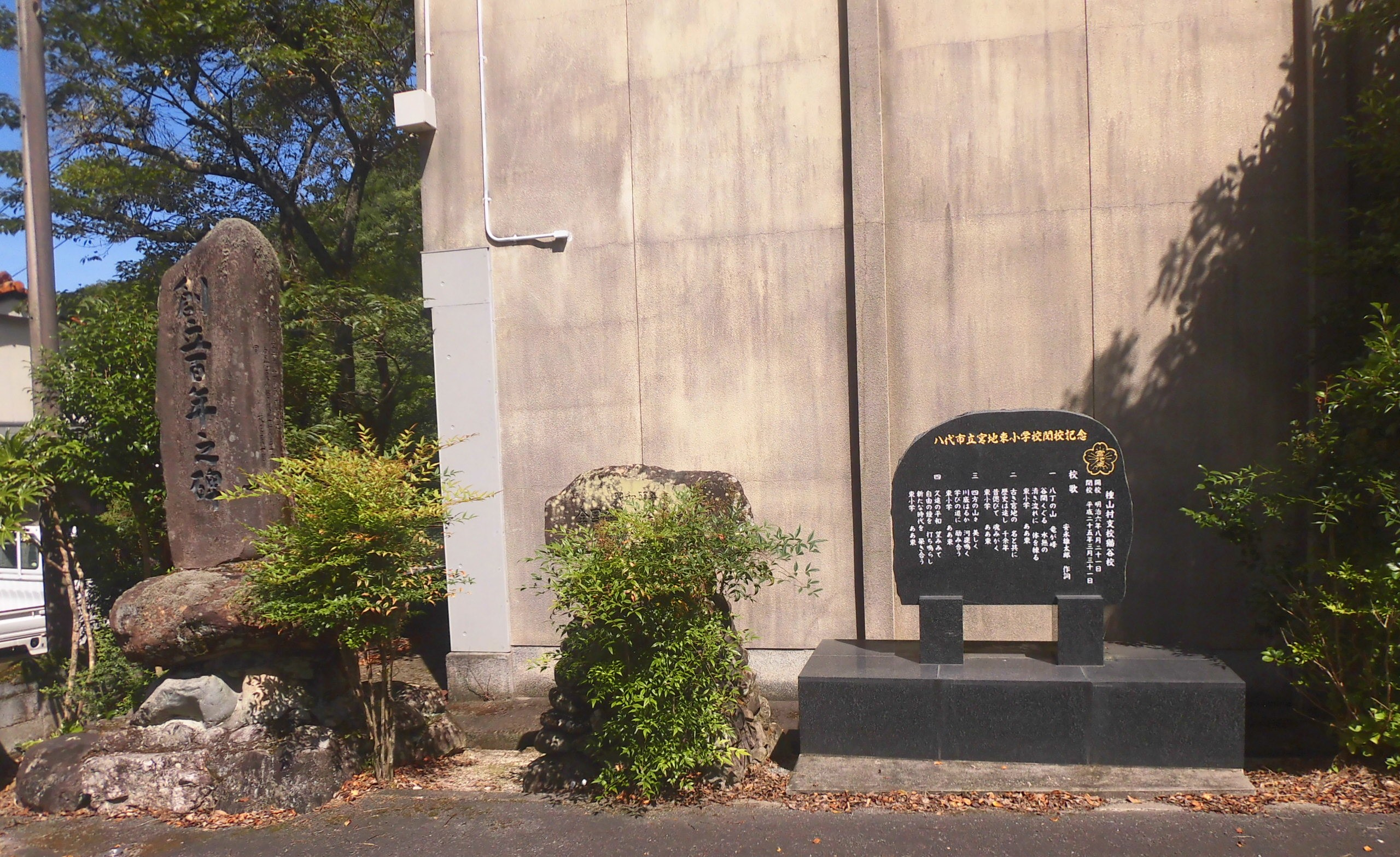
創立100周年記念碑・閉校記念碑

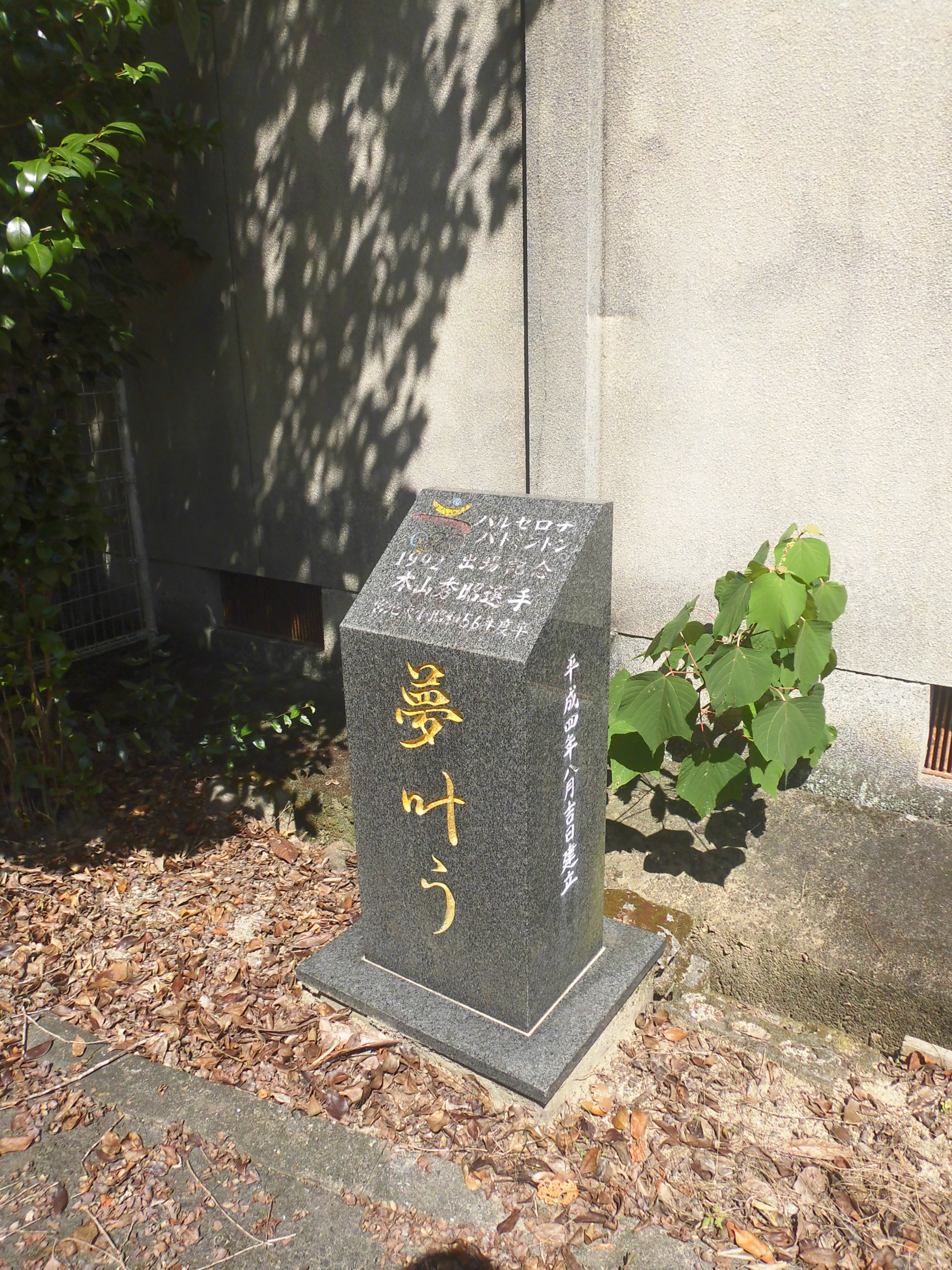
夢叶う碑

八代市立宮地東小学校（やつしろしりつ みやじひがししょうがっこう）は、かつて熊本県八代市東町にあった公立の小学校。
2013年（平成25年）3月末をもって閉校し、八代市立宮地小学校に統合された。

## 概要
歴史
1873年（明治6年）に創立。現校名になったのは1955年（昭和30年）。創立から140年を迎えた2013年（平成25年）に閉校した。
校訓
「なかよく・たのしく・たくましく」
校章
桜の花弁を背景にして、中央に校名の「宮地東」の文字（縦書き）を配している。
校歌
作詞は安永雄太郎による。歌詞は4番まであり、各番の歌詞中に校名の「東小」が登場する。また、校歌とは別に、歌詞が4番まである「山の子の歌」もある。
通学区域
八代市のうち、「東町」。中学校区は八代市立第八中学校であった。
特色
八代市で唯一の「特認校」であった。「特認校」制度は、小規模校の特性を活かし、一定の条件で特別に転入学を認める制度であった。

## 沿革
- 1873年（明治6年）8月21日 - 「種山村支校猫谷校」が設置される。
- 1875年（明治8年）3月 - 「種山小学校 猫谷支校」に改称。
- 1878年（明治11年）8月 - 宮地小学校に移管される。
- 1885年（明治18年）- 瓦葺き屋根となる。
- 1887年（明治20年）4月 - 小学校令施行により、簡易科（3年制）を設置の上、「簡易猫谷小学校」に改称。
- 1889年（明治22年）4月1日 - 町村制施行により、八代郡3村（宮地・古麓・猫谷）が合併の上、「宮地村」が発足。
- 1890年（明治23年）- 尋常科（4年制）を設置の上、「尋常猫谷小学校」に改称。
- 1892年（明治25年）4月 - 「猫谷尋常小学校」に改称。
- 1908年（明治41年）4月 - 改正小学校令により、尋常科（義務教育年限）が4年制から6年制に改められる。尋常科5年を新設。
- 1909年（明治42年）4月 - 尋常科6年を新設。校舎を新築。
- 1917年（大正6年）8月 - 雷を伴った集中豪雨により、水無川が氾濫し、甚大な被害を受ける。
- 1921年（大正10年） - 猫谷農業補習学校を併置。
- 1929年（昭和4年）7月 - 集中豪雨により水無川が氾濫し、崖崩れが発生。また、橋が流出するなど甚大な被害を受ける。
- 実施年月日不明 - 高等科（2年制）を併置の上、「猫谷尋常高等小学校」に改称。
- 1941年（昭和16年）4月1日 - 国民学校令施行により、「宮地村猫谷国民学校」と改称。尋常科を初等科に改める。
- 1947年（昭和22年）- 学制改革が行われる（六・三制の実施）。
  - 4月1日 - 国民学校初等科は、新制小学校「宮地村立猫谷小学校」に改組・改称。
  - 5月8日 - 国民学校高等科は、青年学校普通科とともに、新制中学校「宮地村立宮地中学校猫谷分校」に改組・改称。
- 1951年（昭和26年）4月1日 - 中学校猫谷分校が「宮地村立猫谷中学校」として独立。
- 1952年（昭和27年）- 校舎の増改築が完了。
- 1953年（昭和28年）4月1日 - 「宮地村立宮地東小学校」に改称。
- 1955年（昭和30年）4月1日 - 八代市への編入により、「八代市立宮地東小学校」（最終名）と改称。
- 1973年（昭和48年）- 創立100周年記念式典を挙行。
- 2006年（平成18年）4月1日 - 「特認校」に指定される。
- 2013年（平成25年）3月31日 - 八代市立宮地小学校への統合により、閉校。

閉校後
- 2016年（平成28年）- 宿泊施設 「宮地東小学校」としてオープン。
- 2020年（令和2年）1月19日 - 旧宮地東小学校閉校記念碑が建立される。
- 2021年（令和3年）- 宿泊施設 「宮地東小学校」 が閉鎖される。

## 交通アクセス
最寄りの鉄道駅
- JR九州
  - 鹿児島本線 「八代駅」
  - 九州新幹線 ・鹿児島本線「新八代駅」

最寄りのバス停留所
- 八代市乗合タクシー 「旧宮地東小学校前」停留所

最寄りの幹線道路
- 熊本県道155号氷川八代線

## 周辺
- 宮地東コミュニティセンター（公民館）
- 水無川

## 著名な出身者
- 本山秀昭 （バドミントン選手、バルセロナオリンピック出場）